# Supergruppo dell'apatite
Il supergruppo dell'apatite è un supergruppo di minerali con formula generica:
M12 M23(TO4)3 X
dove:
- M può essere lo ione calcio (Ca2+), oppure piombo (Pb2+), bario (Ba2+), stronzio (Sr2+), manganese (Mn2+), sodio (Na+), cerio (Ce3+), lantanio (La3+), ittrio (Y3+), bismuto (Bi3+)
- T può essere lo ione fosforo (P5+), arsenico (As5+), vanadio (V5+), silicio (Si4+), zolfo (S6+), boro (B3+)
- X può essere lo ione fluoro (F-), lo ione ossidrile ((OH)-), cloro (Cl-), ossigeno (O2-)

Il supergruppo prende il nome dal minerale apatite ed è stato introdotto per la prima volta dal mineralogista tedesco Abraham Gottlob Werner nel 1786. Deriva dal greco ἀπατάω ('apatao', ingannare), in allusione all'apatite che viene spesso confusa con altri minerali come berillo e milarite. La nomenclatura del supergruppo è stata approvata dall'Associazione Mineralogica Internazionale (IMA) nel 2010.
I minerali del supergruppo dell'apatite cristallizzano tutti nel sistema esagonale con gruppo spaziale.

## Struttura e composizione del supergruppo dell'apatite
I gruppi appartenenti al supergruppo dell'apatite e i relativi minerali sono di seguenti elencati con una suddivisione che avviene in base a criteri cristallografici e chimici:
| Gruppo                  | Minerali |
| ----------------------- | --- |
| Gruppo dell'apatite     | alforsite · apatite · clorapatite · fluoralforsite · fluorapatite · fluorpiromorfite · idrossilapatite · idrossilpiromorfite · johnbaumite · mimetite · ossipiromorfite · pieczkaite · pliniusite · piromorfite · stronadelphite · svabite · turneaureite · vanadinite |
| Gruppo della belovite   | belovite-(Ce) · belovite-(La) · carlgieseckeite-(Nd) · deloneite · fluorcaphite · fluorstrophite · kuannersuite-(Ce) |
| Gruppo della britholite | britholite-(Ce) · britholite-(La) · britholite-(Y) · calciobritholite · fluorbritholite-(Ce) · fluorbritholite-(Nd) · fluorbritholite-(Y) · fluorcalciobritholite · tritomite-(Ce) · tritomite-(Y)                                                                     |
| Gruppo dell'ellestadite | clorellestadite · fluorellestadite · idrossilellestadite · mattheddleite |
| Gruppo dell'hedyphane   | aiolosite · caracolite · cesanite · fluorfosfohedyphane · fluorsigaiite · fosfohedyphane · hedyphane · idrossilhedyphane · miyahisaite · morelandite · parafiniukite                                                                                                   |

Appartiene al supergruppo dell'apatite, ma non ancora assegnato a un gruppo particolare, il minerale vanackerite.